# Sucre (Gómez)
Pour les articles homonymes, voir Sucre (homonymie).
Sucre est l'une des cinq divisions territoriales et statistiques dont l'une des quatre paroisses civiles de la municipalité de Gómez dans l'État de Nueva Esparta au Venezuela. Sa capitale est Altagracia.